# Kowloon Walled City (Band)
Kowloon Walled City ist eine amerikanische Sludge-Band aus San Francisco. Sie existiert seit 2007 und hat seither vier Alben sowie einige Singles aufgenommen.

## Geschichte
Pace und Miller spielten zuvor in einer Band, die bei Aufnahmen Scott Evans als Tontechniker gemietet hatte. Die Vorgängerband löste sich jedoch auf und die drei gründeten miteinander Kowloon Walled City. Den Namen fanden Scott und Ian in einem Internetforum, er stammt von der illegalen Hongkonger Siedlung gleichen Namens.
Erstmals trat KWC im November 2007 auf, eine erste Veröffentlichung, die EP Turk Street, benannt nach der Straße in der sich ihr Proberaum befindet, erschien bereits im Januar 2008. Im Oktober 2009 erschien nach langen Aufnahmen das Album Gambling on the Richter Scale, im selben Jahr spielte die Band auf dem Noise Pop Festival.
2010 und 2012 veröffentlichte die Band Split-Veröffentlichungen gemeinsam mit den Ladder Devils und Fight Amp bzw. Thou, bei letzterem sang Lisa Papineau. Im September 2011 verließ Jason Pace aus privaten Gründen die Band, ihm folgte Jon Howell von Tigon.
Im Sommer 2012 spielten Kowloon Walled City im Vorprogramm von Sleep bei einer USA-Tour. Im selben Jahr begannen die Aufnahmen für eine neue Platte, die für den Spätherbst 2012 angekündigt wurde. Am 16. Oktober gab die Band bekannt, dass das Album Container Ships am 4. Dezember erscheinen werde. Ende 2015 erschien das dritte Album, Grievances.
Scott Evans hat als professioneller Tontechniker die Veröffentlichungen der Band stets selbst aufgenommen und abgemischt. Die Band nimmt stets live im Studio auf, alle Musiker spielen ihre Spuren also gleichzeitig miteinander, aus mehreren Aufnahmen desselben Stücks wird dann die beste ausgewählt.
Für den Verkauf von Tonträgern setzt die Band vor allem auf aufwendig gestaltetes Vinyl und zusätzlich CDs. Alle Musikstücke stehen bei ihrem Erscheinen als Tonträger auch als kostenloser Download auf der Website des Labels bereit. Die Band betont den „befreienden“ Charakter dieses Angebotes.

## Stil

### Musik
Evans nannte die Band eine „gigantische Rhythmusgruppe, auf stumpf gestimmt“. Die langsam gespielten Gitarren sind tiefgestimmt, der Bass sehr präsent, der Gesang ein Schreien. Metaltypische Elemente wie Doublebass und Gitarrensolos fehlen. Der Sound der Band wird als „dick“ umschrieben.
Zur stilistischen Einordnung der Band wurden Genres wie Sludge, Metal und Hardcore Punk, aber auch Noiserock genannt. Die Band selbst ist sich über ihre musikalische Zuordnung zumindest zum Metal uneins: während Evans Kowloon Walled City trotz gelegentlich eingeflochtener Metal-Parts als „heavy, aber nicht Metal“ charakterisierte, sah der damalige Gitarrist Pace innerhalb der zahlreichen Metal-Subgenres auch einen Platz für Kowloon Walled City.
Im Detail fühlten sich Kritiker angesichts des Sounds der Band erinnert an Bands wie Noothgrush oder Neurosis, aber auch Jesus Lizard oder frühe Baroness. Häufiger konstatierten Kritiker generelle Ähnlichkeiten zu Bands des Labels Amphetamine Reptile. Die Band bestätigte, dass die Bands des Labels für sie einflussreich gewesen seien, als weitere Einflüsse geben sie Bands wie Unsane oder die Melvins an. 2015 beschrieb Rock-A-Rolla ihren Stil als „zwischen der apokalyptischen Schwermut von Neurosis und dem Kummer des Alltags bei Codeine oder Bedhead“.
Mit dem zweiten und dritten Album bemühte sich die Band darum, einen weniger verzerrten, songorientierteren Stil zu entwickeln. Das Vorhaben, das dritte Album Grievances ohne jeden Verzerrer aufzunehmen, gab die Band jedoch während der Aufnahmen auf, da der Sound zu rein und untypisch wurde.

### Instrumentierung
Die Instrumentierung der Band ist recht beständig. Evans spielt eine Les-Paul-Gitarre. Zum Einsatz kommt außerdem ein speziell für ihn entwickeltes Effektgerät namens kowloon walled bunny. Als Gitarrenverstärker dienen unter anderem Geräte von Traynor und ein Peavey VTM60, als Lautsprecher kommen unter anderem Geräte von Marshall zum Einsatz.
Der E-Bass ist ein Fender Precision Bass, der über Verstärker und Lautsprecher der Ampeg SVT-Serie gespielt wird. Als Schlagzeug dient ein Sonor Force 3000.

## Rezeption
Guitar World beschrieb Turk Street als „Gitterwerk aus dreckiger Atmosphäre, ruckelnden Rhythmen und klanglicher Verdichtung“.
Für Gambling on the Richter Scale vergab Lambgoat 9 von 10 Punkten, lobte die intelligente Gitarrenarbeit sowie den massiven Bass und nannte die Platte die „heavieste Platte des Jahres 2009“. Powermetal vergab 8,5 von 10 Punkten und sprach von einem „kratzbürstigen und phänomenalen Krachbrocken“, Metal-Review benotete mit 7,6 von 10 Punkten und lobte, dass es der Band gelinge, musikalisch und inhaltlich politischer und sozialer Probleme gerecht zu werden, ohne dabei ungenießbar zu sein. Das 2015 erschienene Album Grievances wurde von Rock-A-Rolla als „eines der besten Rock-Alben des Jahres“ gewürdigt.
Die amerikanische Sludge-Band Thou benannte Kowloon Walled City als eine ihrer Inspirationen.

## Diskografie
- Turk Street (2008)
- Gambling on the Richter Scale (2009)
- Lose Lose Lose – mit Ladder Devils & Fight Amp (2010)
- July / 4th of July – mit Thou (2012)
- Container Ships (2012)
- Grievances (2015)
- Piecework (2021)